# Чонджу
Чонджу (кор.  전주시 ,  全 州市, Jeonju-si) — столиця провінції Чолла-Пукто, Південна Корея.

## Історія
У III столітті територія, на якій розташований сучасний Чонджу, належала племінному союзу Махан. Пізніше, в епоху Трьох держав, тут розташувався район Вансанджу (встановлений в 685 році), пізніше, в 757 році, перейменований в Чонджу. У 892 році Чонджу став столицею держави Хупекче, що проіснувала до 936 року. В епоху династії Чосон Чонджу став головним містом провінції Чолладо, а в 1896 році — столицею Чолла-Пукто. У 1949 році Чонджу отримав статус міста.

## Географія
Чонджу розташований в долині, оточеній горами Норенсан, Кодоксан, Намгосан і семиглавою Вансан. Велика частина житлових районів Чонджу стоїть на алювіальних ґрунтах басейну невеликої річки Чонджучхон. Чонджучхон тече через центральну частину міста на північний захід, також на захід через місто тече річка Самчхон, впадаючи в Чонджучхон в горах Намгосан.
Клімат Чонджу мусонний, середньорічна температура 12,9 °C, середньорічна кількість опадів — 1296,2 мм.

## Адміністративний поділ
Чонджу адміністративно ділиться на 2 ку (гу) і 33 тон (дон):

## Туризм і визначні пам'ятки
- Ханокмаіль — архітектурний комплекс у центрі міста, перетворений на музей просто неба. У Ханокмаілі розташовано понад 700 будівель, виконаних в традиційному корейському стилі. Будинки комплексу датуються різними періодами — від епохи династії Чосон до пізньоколоніального періоду. На території комплексу регулярно проходять виступи фольклорних колективів, виставки і фестивалі.
- Буддійські монастирі Чинбукса (епоха держави Об'єднане Сілла), Сільсанса (епоха династії Чосон), Сінамса (Об'єднане Сілла).
- Конфуціанська школа в Чонджу — заснована в епоху династії Коре (збережені будівлі датуються періодом Чосону).

## Міста-побратими
- США Сан-Дієго (штат Каліфорнія), США — з 1983.
- Сучжоу (провінція Цзянсу), Китай — з 1996.
- Канадзава (префектура Ісікава), Японія — з 2002.

## Галерея

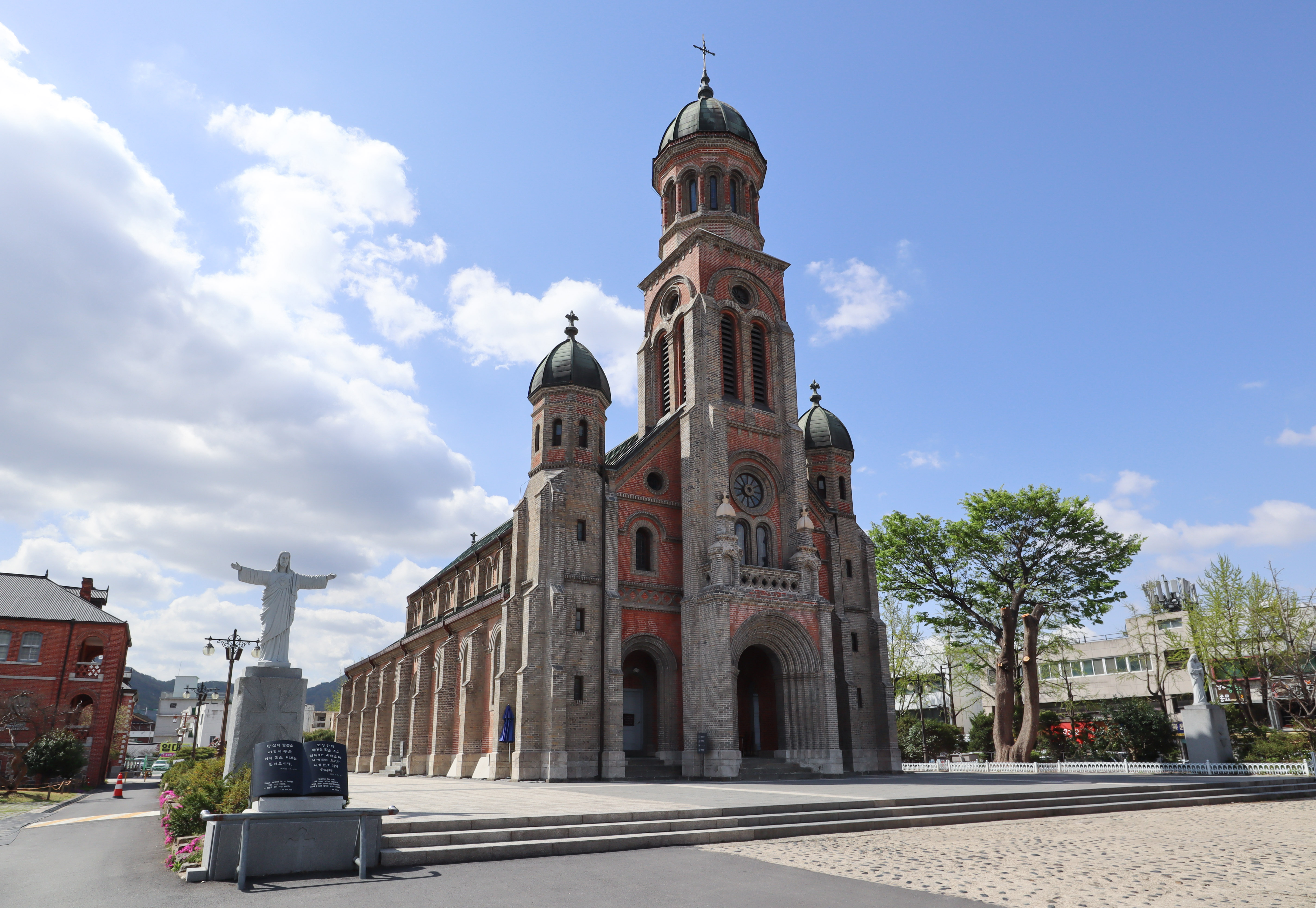
Католицька церква.
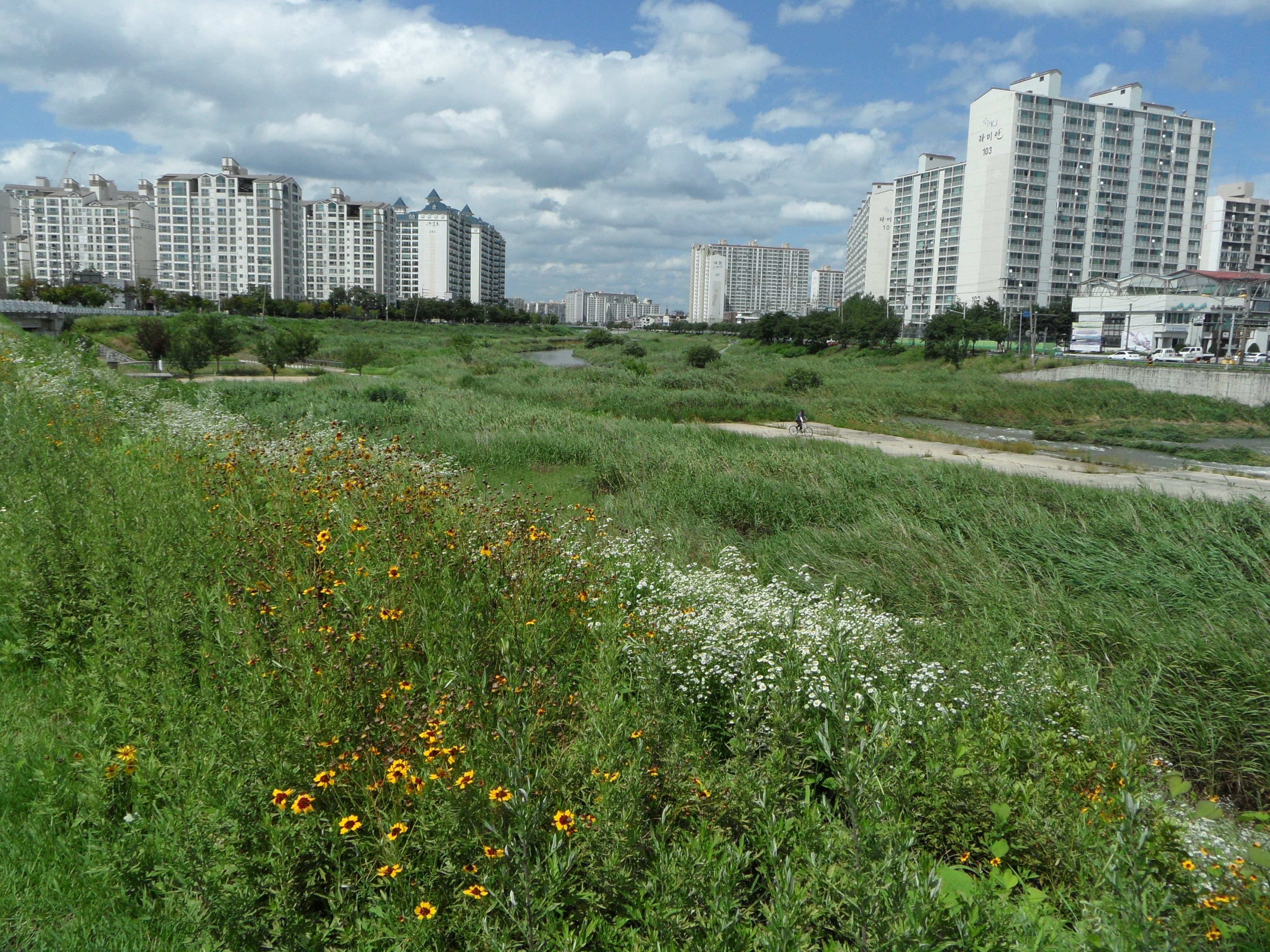
Стежки уздовж річки Самчеон (Samcheon) - 2014.
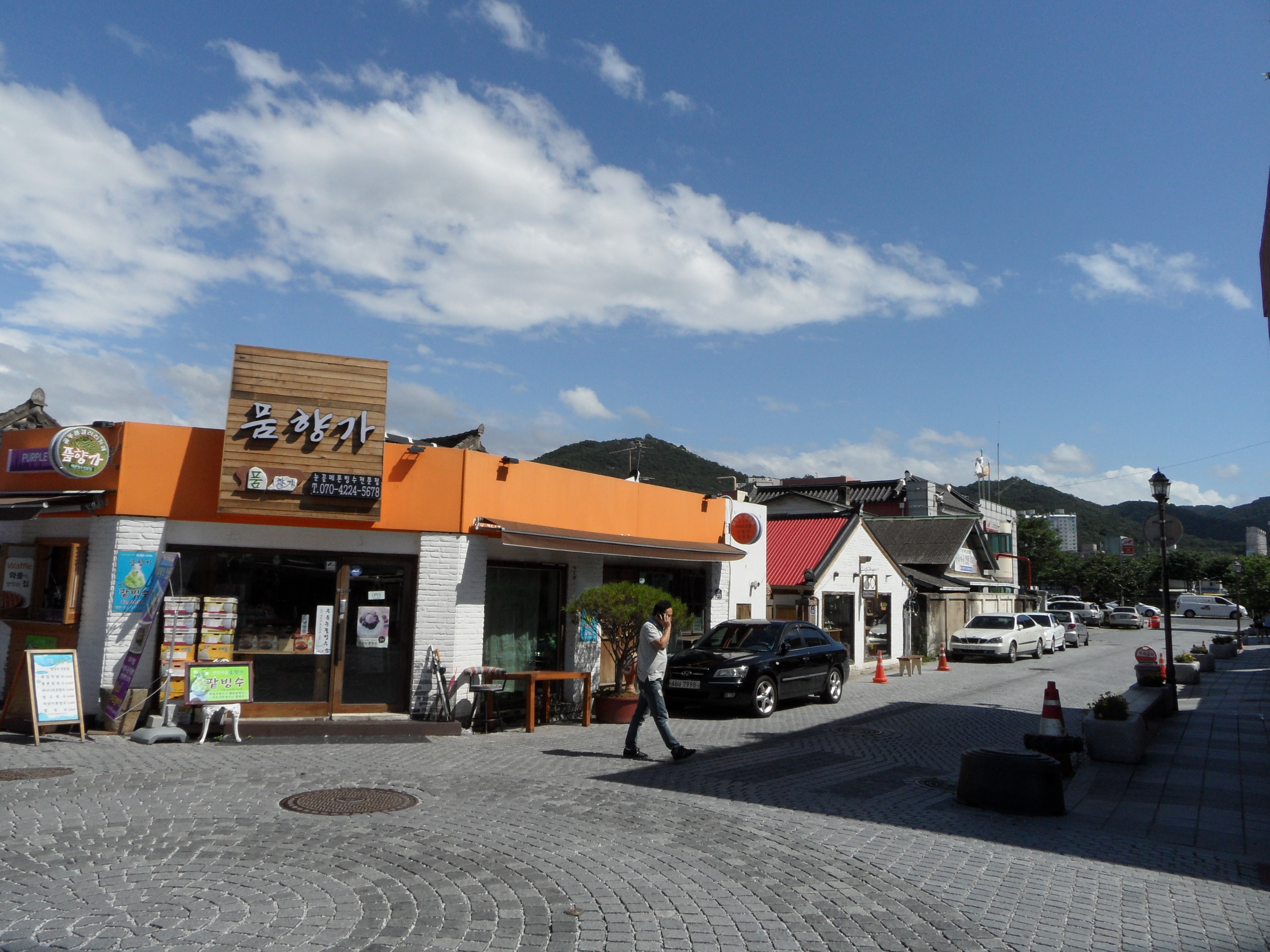
Селище Ханок - 2014
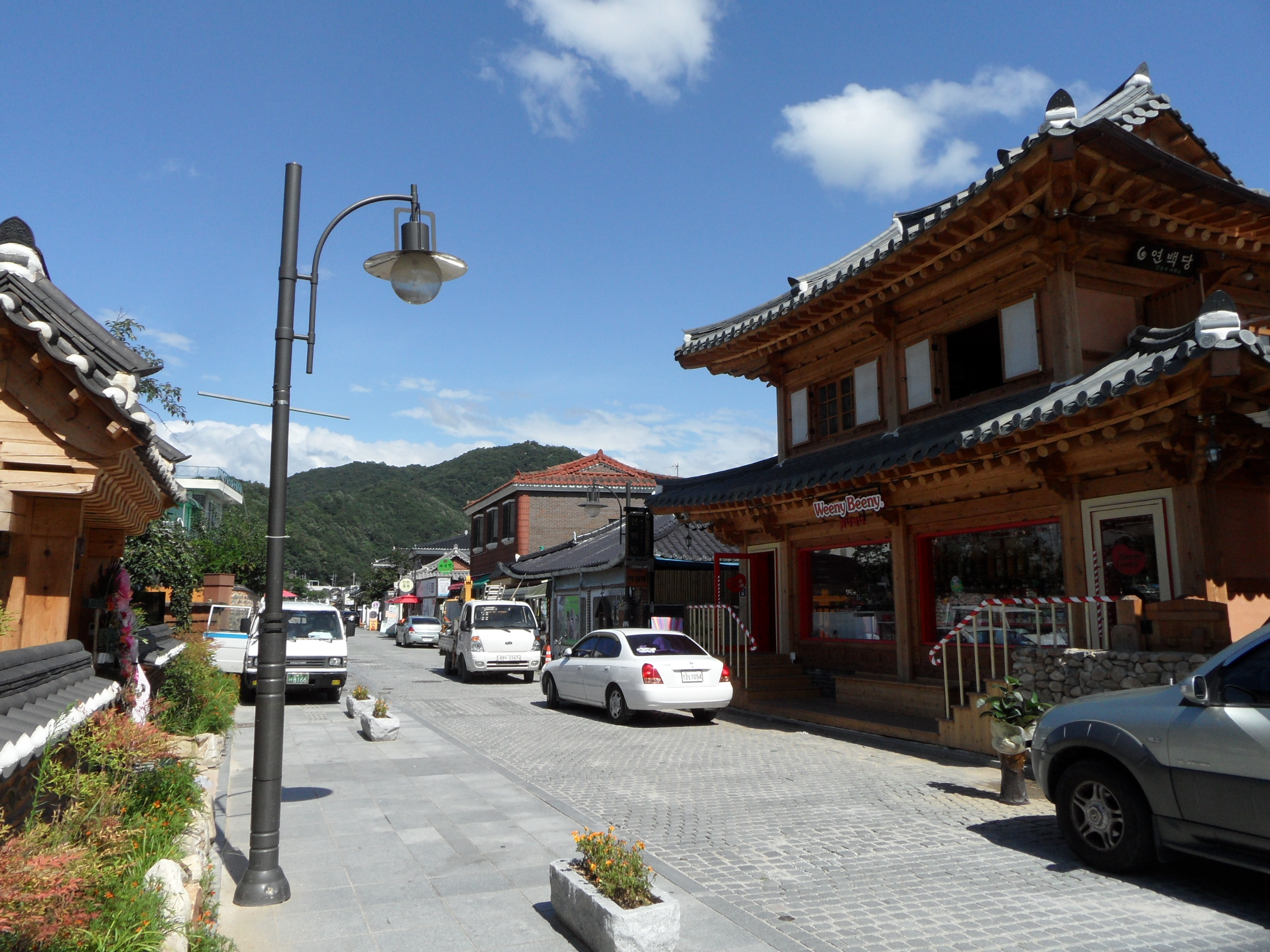
Селище Ханок - 2014
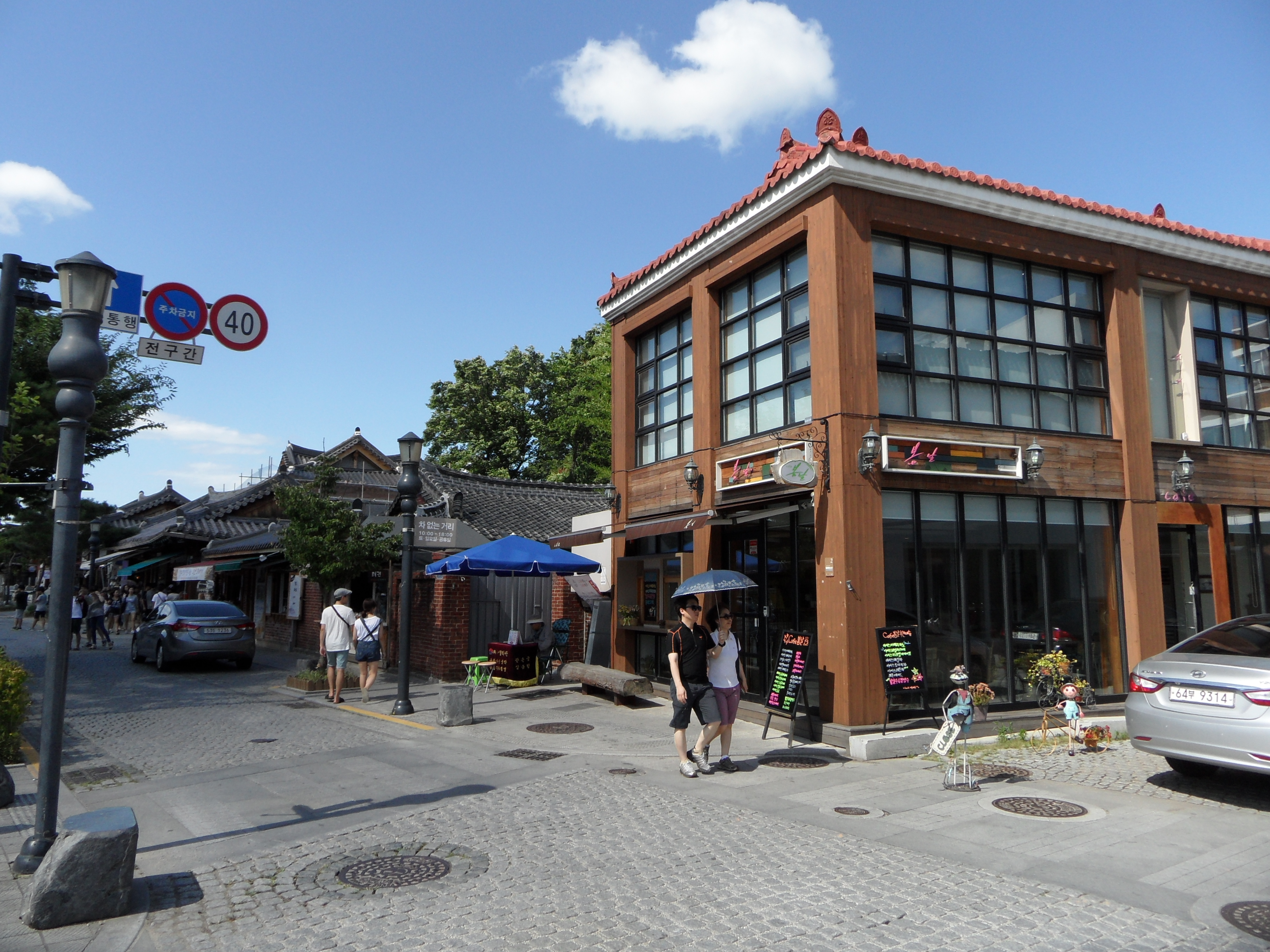
Селище Ханок - 2014
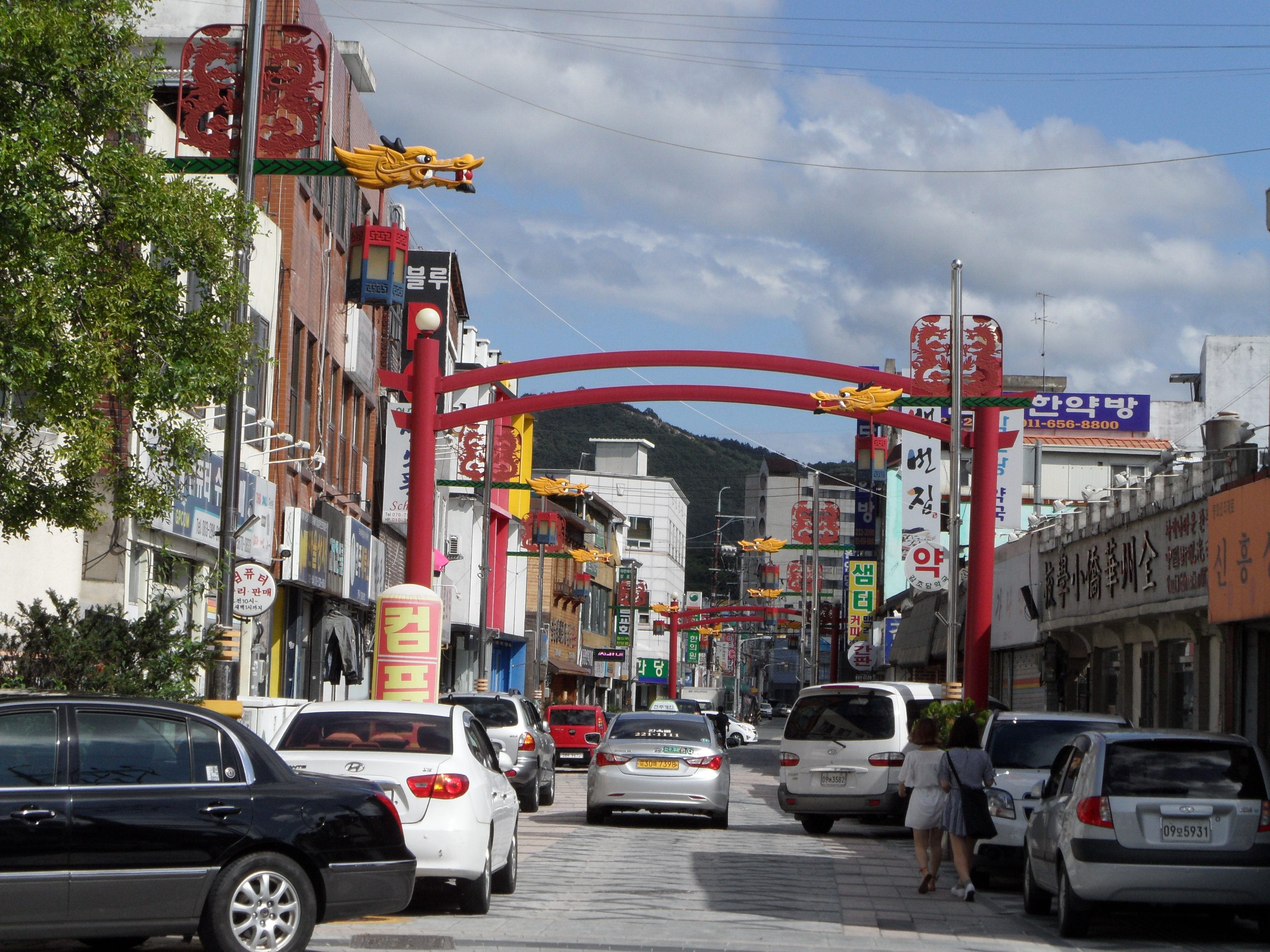
Чайнатаун в Чонджу - 2014.
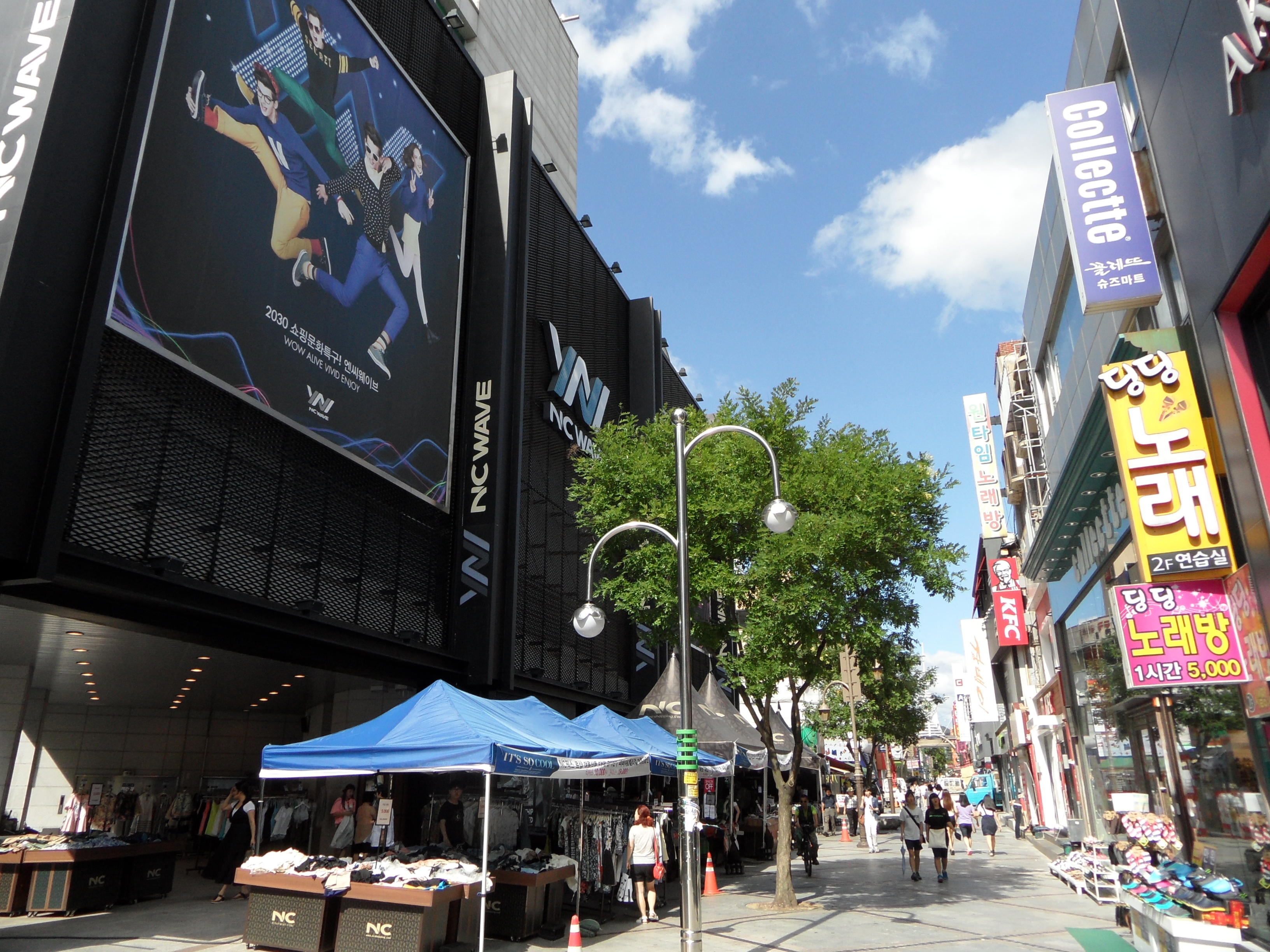
торговий центр в районі Гекса (Gaeksa, Чонджу) - 2014.
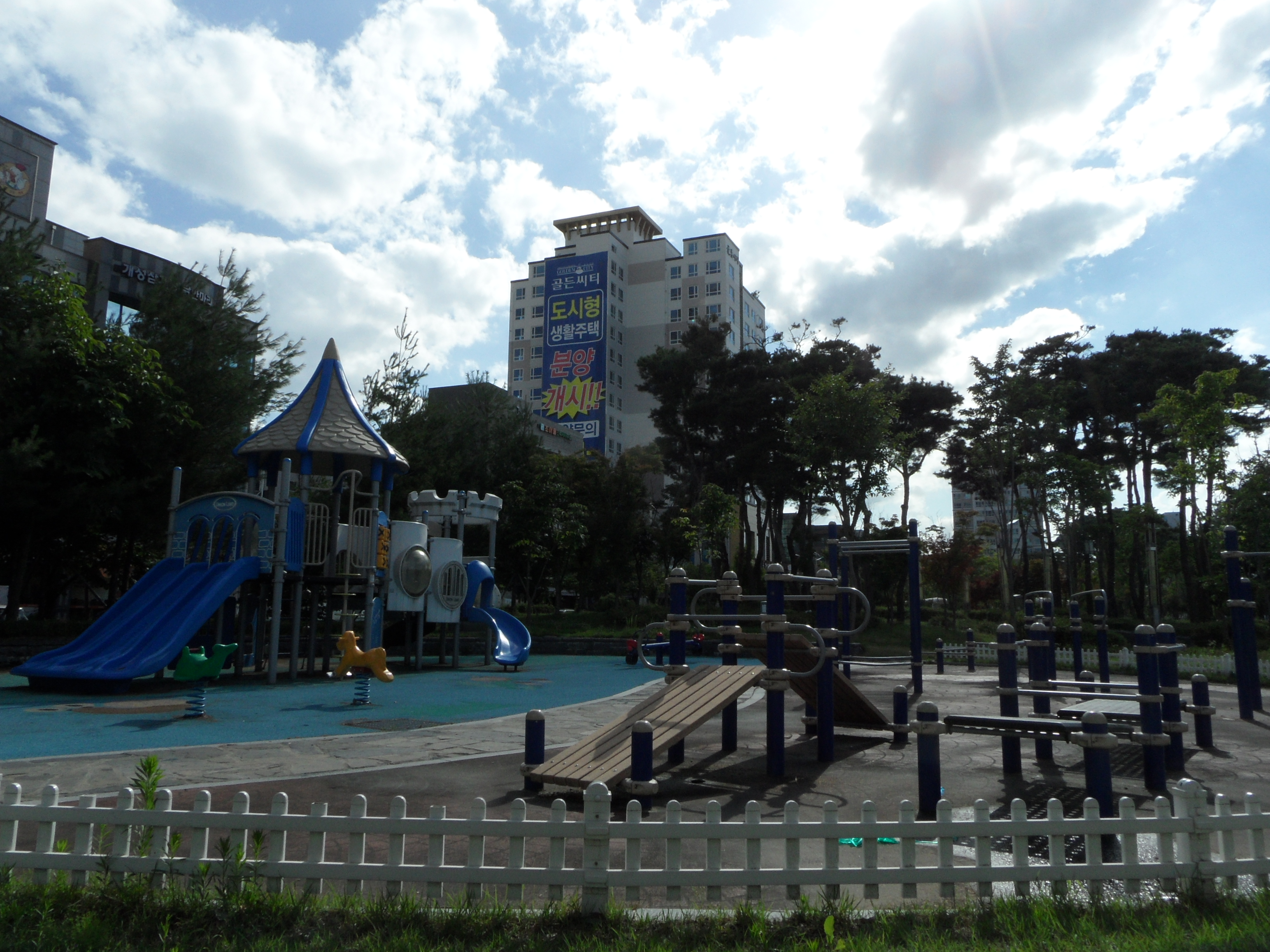
міський парк (Чонджу, Hyoja Dong) - 2014.
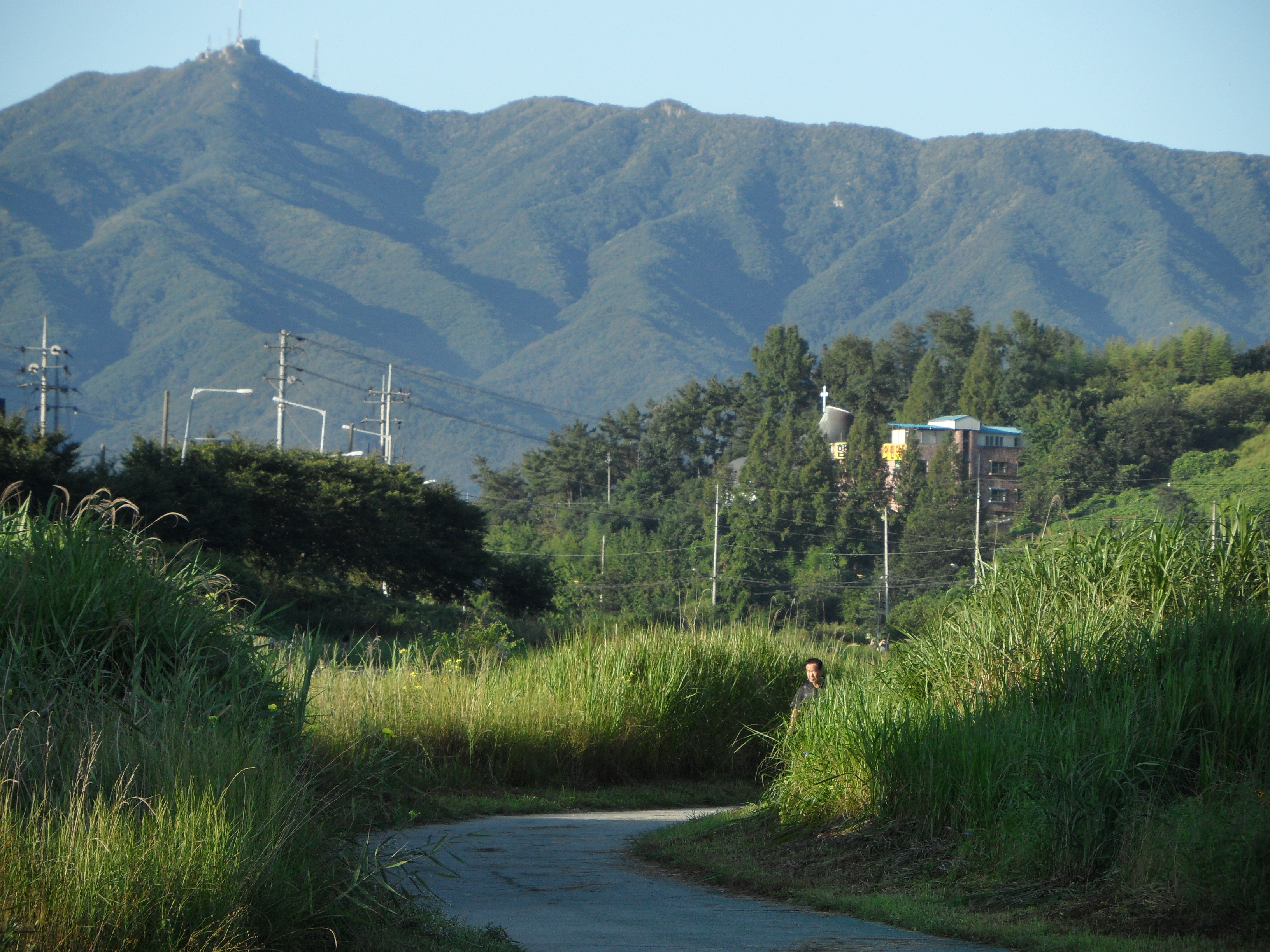
Мальовничі краєвиди - 2014.